# 和田剛
和田 剛（わだ たけし）は、日本の編集技師。
三重県生まれ。立命館大学出身

## 主な編集作品

### Netflix
- サンクチュアリ -聖域-（2023年 Netflix）

### 映画
- 雷寛 （2004年）
- ストロベリームーン（2025年）
- 青春ゲシュタルト崩壊（2025年）
- 知らないカノジョ（2025年）[1]
- ゴールデンカムイ（2024年）[2]
- ゆとりですがなにか インターナショナル（2023年）
- お前の罪を自白しろ（2023年）
- めんたいぴりり パンジーの花（2023年）
- HiGH&LOW THE WORST X（2022年）
- 怨泊（2022年）
- 偽りのないhappy end（2021年）
- 夏への扉 -キミのいる未来へ-（2021年）
- ザ・ファブル 殺さない殺し屋（2021年）
- ⼩説の神様 君としか描けない物語（2020年）
- HiGH&LOW THE WORST（2019年）
- 劇場版　ファイナルファンタジーXIV 光のお父さん （2019年）
- 善悪の屑 （公開中止）
- ザ・ファブル（2019年）
- 覚悟はいいかそこの女子。（2018年）
- DTC 湯けむり純情篇 from HiGH&LOW（2018年）
- 不能犯（2018年）
- HANDSOME FILM FESTIVAL 2017（2017年）
- 点（2017年）
- HiGH&LOW THE MOVIE2/END OF SKY（2017年）
- サブイボマスク （2016年）
- MARS～ただ、君を愛してる～ （2016年）
- 貞子vs伽椰子 （2016年）
- 任侠野郎 （2016年）
- ラブレター THE BLUE HEARTS from ブルーハーツが聴こえる （2016年）
- 藍色少年少女（2016年）
- いしゃ先生 （2015年）
- 群青色の、とおり道 （2015年）
- ライヴ （2014年）
- めめめのくらげ （2013年）
- 海辺の町で （2013年）
- 骨壺 （2013年）
- たいむすりっぷメガネ （2013年）
- いびつ （2013年）
- 上京ものがたり （2013年）
- ハダカの美奈子 （2013年）
- ×ゲーム2 （2012年）
- 女優 （2012年）
- 忍道-SHINOBIDO- （2012年）
- ゾンビアス （2012年）
- パンツの穴 THE MOVIE 童貞喪失ラプソディ （2011年）
- 富江 アンリミテッド （2011年）
- 電人ザボーガー （2011年）
- ヘルドライバー （2010年）
- 戦闘少女 血の鉄仮面伝説 （2010年）
- 昆虫探偵ヨシダヨシミ （2010年）
- つむじ風食堂の夜 （2009年）
- 泣きたいときのクスリ （2009年）
- 同級生 （2008年）
- お姉チャンバラ THE MOVIE（2008年）
- 本日の猫事情 （2007年）
- 立つどうぶつ物語 （2005年）

### 配信
- 連続ドラマW ゴールデンカムイ -北海道刺青囚人争奪編- （2024年  WOWOW)
- インフォーマ -闇を生きる獣たち-（2024年  Abema）
- 君と世界が終わる日に シーズン5（2023年  Hulu）
- 君と世界が終わる日に シーズン４（2023年  Hulu）
- ゼブラ（2019年  dTVチャンネル）
- 不能犯（2018年）
- 君へのビデオレター（2018年）
- 漫画みたいにいかない全10話（2017年  Hulu）
- 学校の怪談 全15話（2012年　BeeTV）
- ウルトラ怪獣御殿 全10話（2012年）
- 魔法使いのLesson （2011年）
- Go Ape ゴー・エイプ （2009年  WOWOW）

### テレビドラマ
- レッドブルー（2024年  TBSテレビ 毎日放送）
- マル秘の密子さん（2024年  日本テレビ)
- 離婚しない男（2024年  テレビ朝日)
- PORTAL-X　～ドアの向こうの観察記録～（2024年  WOWOW）
- SHUT UP（2023年  テレビ東京）
- ポケットに冒険をつめこんで（2023年  テレビ東京）
- 隣の男はよく食べる（2023年  テレビ東京）
- ボーイフレンド降臨！（2022年 テレビ朝日）
- ロマンス暴風域（2022年  TBSテレビ 毎日放送）
- 赤ひげ4（2022年  NHK BS時代劇）
- カラフラブル（2021年  読売テレビ)
- ザ・モキュメンタリーズ　～カメラがとらえた架空世界～（2021年  WOWOW）
- 君と世界が終わる日に（2021年  日本テレビ)
- 6 from HiGH&LOW THE WORST（2020年  日本テレビ)
- 荒ぶる季節の乙女どもよ。（2020年  TBSテレビ 毎日放送）
- 赤ひげ3（2020年  NHK BS時代劇）
- ダブルブッキング（2020年  日本テレビ)
- DASADA（2020年  日本テレビ)
- HiGH&LOW THE BEST BOUT （2019年  日本テレビ)
- 赤ひげ2（2019年  NHK BS時代劇）
- HiGH&LOW THE WORST EPISODE.0 （2019年  日本テレビ)
- 僕はまだ君を愛さないことができる（2019年  フジテレビ)
- ゼブラ（2019年  CBCテレビ)
- ザンビ（2019年  日本テレビ)
- マジムリ学園（2018年  日本テレビ)
- 漫画みたいにいかない（2018年  日本テレビ）
- きみはペット（2017年  フジテレビ）
- 炎の経営者（2017年   フジテレビ）
- 謎解きLIVE『CATSと聖夜の殺人者』（2016年  NHK BSプレミアム）
- MARS （2016年  日本テレビ）
- わたしのウチには、何にもない。 （2016年  NHK BSプレミアム）
- 監獄学園-プリズンスクール- （2015年  TBSテレビ 毎日放送）
- 松本清張ミステリー時代劇 （2015年  テレビ東京）
- でんぱコネクションフレンチ （2015年  テレビ神奈川）
- タイムスパイラル （2014年  NHK BSプレミアム）
- SHARK 〜2nd season〜 （2014年  日本テレビ）
- SHARK （2014年  日本テレビ）
- リアル鬼ごっこ THE ORIGIN （2013年  首都圏トライアングル加盟局）
- そんなこんなで女は走る （2013年  東海テレビ）
- ウルトラゾーン（2011年  テレビ神奈川他）[3]
- 古代少女隊ドグーンV （2010年  毎日放送）
- やつらは多分宇宙人! （2010年  BSフジ）
- 古代少女ドグちゃん （2009年   毎日放送）
- 帝王 （2009年  毎日放送）
- 恋愛診断 （2007年  テレビ東京）
- のぞき屋 （2007年   テレビ東京）[4]

### DVD
- hajiraiマシンガール（2008年)
- DEATH FILE 1 （2006年）
- DEATH FILE 2 （2006年）
- Fly Boy In The Sky （2004年）